# Michal Nohejl (režisér)
Michal Nohejl (* 1. května 1975) je český filmový a reklamní režisér.

## Život
Michal Nohejl studoval Vyšší odbornou filmovou školu ve Zlíně a následně režii u Věry Chytilové na Katedře režie na FAMU.

## Tvorba
V průběhu studia natočil několik cvičení, jedno z nich mělo délku celovečerního filmu. Většina školních filmů se však ztratila při stěhování FAMU. V roce 2015 začali připravovat společně s Vojtěchem Maškem a Markem Šindelkou scénář k celovečernímu filmu. V roce 2020 tak natočil svůj celovečerní debut Okupace, alegorii, která se vrací do dob normalizace do bezejmenného okresního města a jeho kulturního domu. Za tento film získal Cenu filmové kritiky za rok 2021, včetně ceny za nejlepší režii. Snímek byl promítán s úspěchem na českých i zahraničních festivalech. Uvedení filmu na festivalu v Karlových Varech doprovázely kontroverze kvůli hlavnímu sponzoru festivalu, firmě Gazprom. Společně s Martinem Přikrylem tvoří autorskou dvojici Mods, která natáčí komerční reklamy, např. na AirBank.[zdroj?]

## Filmografie
- 2006 – Fóbie – studentský film
- 2011 – Poupata – herec
- 2021 – Okupace – režie, podíl na scénáři